# Christian Kux
Christian Kux (født 3. maj 1985) er en tysk tidligere professionel cykelrytter, som cyklede for det professionelle cykelhold Team Milram.